# Полонь
Полонь (пол. Połoń) — село в Польщі, у гміні Єднорожець Пшасниського повіту Мазовецького воєводства.
Населення — 341 особа (2011).
У 1975—1998 роках село належало до Остроленцького воєводства.

## Демографія
Демографічна структура станом на 31 березня 2011 року:
|          | Загалом | Допрацездатний вік | Працездатний вік | Постпрацездатний вік |
| -------- | ------- | ------------------ | ---------------- | -------------------- |
| Чоловіки | 180     | 51                 | 103              | 26                   |
| Жінки    | 161     | 30                 | 81               | 50                   |
| Разом    | 341     | 81                 | 184              | 76                   |